# Ássos (ort i Grekland, Epirus)
Ássos är en ort i Grekland.   Den ligger i prefekturen Nomós Prevézis och regionen Epirus, i den centrala delen av landet, 300 km nordväst om huvudstaden Aten. Ássos ligger 295 meter över havet och antalet invånare är 297.
Terrängen runt Ássos är bergig åt sydväst, men åt nordost är den kuperad. Runt Ássos är det ganska glesbefolkat, med 42 invånare per kvadratkilometer. Närmaste större samhälle är Filippiáda, 18,3 km sydost om Ássos. 